# Remote Application Platform

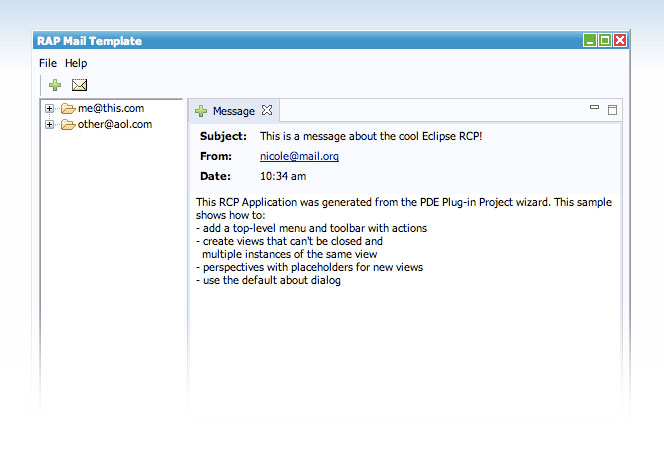
Demo 'RAP Mail Template'

Die Remote Application Platform (kurz RAP, vormals Rich Ajax Platform) ist ein Eclipse-Plug-in, zur Entwicklung von Web-2.0-Anwendungen (Ajax) auf Basis der Programmiersprache Java.
Die Entwicklung einer Remote-Application-Platform-Anwendung weicht vom traditionellen Modell der Entwicklung einer Web-2.0-Anwendung dahingehend ab, dass der Programmierer keinerlei HTML-, JavaScript- und XML-Kenntnisse besitzen muss, sondern ein ausschließlich auf Java basierendes Programm entwirft. Dazu kann auf viele Java- und Eclipse-Bibliotheken und Frameworks zurückgegriffen werden.
Des Weiteren kann der bestehende Rich-Ajax-Platform-Quelltext mit geringem Mehraufwand für eine Desktopanwendung angepasst und als solche kompiliert werden.

## Geschichte
RAP wurde unter dem Namen „Rich Ajax Platform“ von der auf die Entwicklung von Eclipse-Plugins spezialisierten Karlsruher Firma Innoopract Informationssysteme entwickelt und steht unter der Eclipse Public License als Open Source zur freien Verfügung. Mit Erscheinen der Version 2.0 wurde RAP in „Remote Application Platform“ umbenannt, um den universeller gewordenen Charakter der Platform deutlich zu machen.

## Technischer Hintergrund

### Ajax
Web-2.0-Anwendungen basieren auf Ajax, welches kurz für „Asynchrones JavaScript und XML“ steht. Ajax ist eine Kombination aus bereits seit längerem bekannten Techniken für die Darstellung und Automatisierung von Webseiten. Das Zusammenspiel all dieser Technologien ermöglicht das asynchrone Nachladen von Inhalten innerhalb einer Webseite, ohne sie komplett neu laden zu müssen. Dies ermöglicht die Entwicklung von interaktiven Webseiten, die denselben Funktionsumfang wie eine Desktopanwendung besitzen. Ein bekanntes Beispiel ist der Web-2.0-Texteditor Google Docs.
Um eine solche Web-2.0-Anwendung zu entwickeln, muss zunächst ein rudimentäres HTML-Gerüst erstellt werden, welches für die Anordnung aller visuellen Elemente zuständig ist. Um das so erstellte Layout zu formatieren, wird ein Cascading Style Sheet eingebettet. Somit ist es möglich, die Webseite auf verschiedenen Geräten und für Benutzer mit eingeschränkten Wahrnehmungsfähigkeiten barrierefrei darzustellen.
Nun werden mit Hilfe von JavaScript und XML interaktive Elemente eingebunden. So kann die Webseite Daten entgegennehmen und senden, diese lokal verarbeiten und den Inhalt entsprechend manipulieren. Sollten externe Inhalte benötigt werden, so kann JavaScript diese per XMLHttpRequest von einem entfernten Server herunterladen. Für Operationen, die über den Funktionsumfang von JavaScript hinausgehen, können serverseitig höhere Programmiersprachen wie PHP, Perl oder Java eingebunden werden.

### Rich Client Platform
Die Remote Application Platform versucht, den Vorgang der Web-2.0-Programmierung zu erleichtern. Um diesen Prozess besser zu verstehen, ist zunächst das Verständnis einiger Grundlagen notwendig.
Eclipse baut auf dem Prinzip des Rich Client auf. Dieser basiert wiederum auf dem sogenannten Fat Client. Der Fat Client unterteilt sich oberflächlich betrachtet in zwei Schichten: Auf der untersten Schicht findet die lokale Datenverarbeitung des Programms statt. Auf der darüberliegenden Schicht befindet sich meist eine grafische Benutzeroberfläche (GUI). Zur Anbindung an eine Programmiersprache bietet der Rich Client eine Programmierschnittstelle (API).
Wie bereits erwähnt ist der Rich Client eine Erweiterung des Fat Client. Zur Datenverarbeitungs- und GUI- kommt eine Pluginschicht hinzu. Ein Plug-in ist eine einfache Möglichkeit die Funktionalität einer bestehenden Plattform zu erweitern.
In der Theorie:
- arbeiten verschiedene Plugins konfliktfrei parallel miteinander
- sind Plugins anwendungs- und plattformunabhängig
- sind Plugins einfach zu warten

Auf Grundlage dieser Paradigmen entstand die Rich Client Platform (kurz RCP) von Eclipse. Die RCP ist eine Sammlung vieler logischer, sowie visueller Bestandteile, die der Entwicklung von Java-Programmen dienen. So bietet die RCP beispielsweise das Standard Widget Toolkit (kurz SWT), welches der Erstellung nativer visueller Oberflächen dient, fertige Hilfe- und Update-GUIs, XML-Werkzeuge und vieles mehr. Zudem steht die RCP mit der Eclipse Public License als Open Source zur freien Verfügung und wird stetig weiterentwickelt.

### Remote Application Platform
Die Remote Application Platform (kurz RAP) vereinigt das Beste aus den Welten von Ajax und der Rich Client Platform. Es bietet Java-Programmierern ein mächtiges, einheitliches Framework zur Erstellung von Web-2.0-Anwendungen.

RAP basiert auf einer Client-Server-Struktur. Auf der Serverseite befindet sich ein Applikationsserver wie z. B. Apache Tomcat, Jetty etc. der das Javaprogramm ausführt und die Daten an den Client (d. h. an einen Browser) sendet. Für den Browser werden die vorhandenen SWT-Oberflächenelemente durch RWT (Qooxdoo), also HTML und Ajax ersetzt.

## Installation
Ist Eclipse bereits installiert, gestaltet sich die Installation von RAP denkbar einfach per Update-Site. Alternativ gibt es fertige Packages auf der RAP-Webseite.

## Implementierung
Es folgt ein illustratives Beispiel zur Entwicklung einer RAP-Anwendung auf Basis von SWT.
Innerhalb Eclipse wird zur Plugindevelopment Perspektive gewechselt und ein neues Projekt per: „New Project > Plugin Project > RAP Hello World“ angelegt.
In der Klasse „Application“ wird nun folgende Methode geschrieben:
```
// Hello World in RAP

public
 
Text
 
txt
;

public
 
Display
 
createUI
()
 
{

	
Display
 
display
 
=
 
new
 
Display
();

	
Shell
 
shell
 
=
 
new
 
Shell
(
display
);
 
// Neues Fenster anlegen

	
shell
.
setSize
(
320
,
 
240
);
 
// Größe des Fensters festlegen

	
txt
 
=
 
new
 
Text
(
shell
,
 
SWT
.
SIMPLE
);
 
// Textfeld erstellen

	
txt
.
setLocation
(
shell
.
getClientArea
().
x
 
+
 
10
,
 
shell
.
getClientArea
().
y
 
+
 
40
);
 
// Textfeld positionieren und skalieren

	
Button
 
button
 
=
 
new
 
Button
(
shell
,
 
SWT
.
PUSH
);
 
// Button erstellen

	
button
.
setText
(
"Hello World!"
);
 
// Button-Text festlegen

	
button
.
setBounds
(
shell
.
getClientArea
().
x
 
+
 
10
,
 
shell
.
getClientArea
().
y
 
+
 
10
,
 
shell
.
getClientArea
().
width
 
-
 
20
,
 
20
);
 
// Button positionieren und skalieren

	
button
.
addSelectionListener
(
new
 
SelectionListener
(){
 
// Listener zum Button hinzufügen, um den Klick darauf abzufangen

		
public
 
void
 
widgetDefaultSelected
(
SelectionEvent
 
e
)
 
{}

		
public
 
void
 
widgetSelected
(
SelectionEvent
 
e
)
 
{

			
txt
.
setText
(
"Hello World!"
);
 
// Bei Klick "Hello World!" im Textfeld ausgeben

		
}

	
});

	
shell
.
open
();
 
// Fenster öffnen

	
return
 
display
;

}

```

## Einsatz auf anderen Plattformen
Auf der Remote Application Platform aufbauend können mit Frameworks wie beispielsweise Tabris Java-Applikationen derart implementiert werden, dass ihre Benutzerinteraktionen auf Plattformen wie Android oder iOS ausgeführt werden. Der Code für die Darstellung und Benutzerinteraktion läuft dabei nativ auf den jeweiligen Plattformen, die Kommunikation mit dem Server erfolgt über JSON. Damit ist es möglich in Java-Applikationen für Plattformen zu schreiben, die selbst Java nicht unterstützen.